# Mixomelia rivulosa
Mixomelia rivulosa là một loài bướm đêm trong họ Noctuidae.